# موزه هنر دانشگاه پرینستون
موزه هنر دانشگاه پرینستون (انگلیسی: Princeton University Art Museum) (PUAM) نگارخانه و موزه هنری دانشگاه پرینستون آمریکا است که در پرینستون، نیوجرسی قرار دارد. این موزه در ۱۸۸۲ بنیان نهاده شده و بیش از ۹۲۰۰۰ هزار قطعه اثر هنری را از دوران باستان تا دوره معاصر، در خود جای داده است. این موزه خود را وقف حمایت و بالابردن سطح اهداف آموزشی، پژوهشی و خدماتی دانشگاه در زمینه هنر و فرهنگ، کرده و همین‌طور به جوامع محلی و بازدیدکنندگان از سراسر جهان، ارائه خدمات می‌کند. تمرکز آثار این مجموعه بر مناطقی چون مدیترانه، اروپای غربی، چین، آمریکا و آمریکای لاتین است.